# Хрущов, Александр Григорьевич
Алекса́ндр Григо́рьевич Хрущов ошибочный вариант Хрущёв (7 января 1872, Москва — 27 декабря 1932, Махинджаури, Аджарская АССР) — депутат Государственной думы I созыва от Воронежской губернии, управляющий министерством финансов Временного правительства России.

## Биография
Из потомственных дворян Землянского уезда Воронежской губернии. Отец — Григорий Иванович Хрущов владел сельцом Хрущово. Он и его брат Алексей Иванович — гласные Землянского уездного собрания и почётные мировые судьи. Мать — Елена Константиновна Хрущова, в девичестве Вишневская. А. Г. Хрущов окончил Воронежскую гимназию и физико-математический факультет Московского университета со степенью кандидата. Гласный уездного и губернского земств. Входил в состав уездного училищного совета, смотритель Маловерейской земской школы. С его помощью строилось первое здание этой школы. С 1901 года — председатель Землянской уездной земской управы, сменил на этом посту П. Я. Ростовцева. В 1905 году был участником съезда земских и городских деятелей в Москве. Член Конституционно-демократической партии. Землевладелец Землянского уезда.

### В Думе

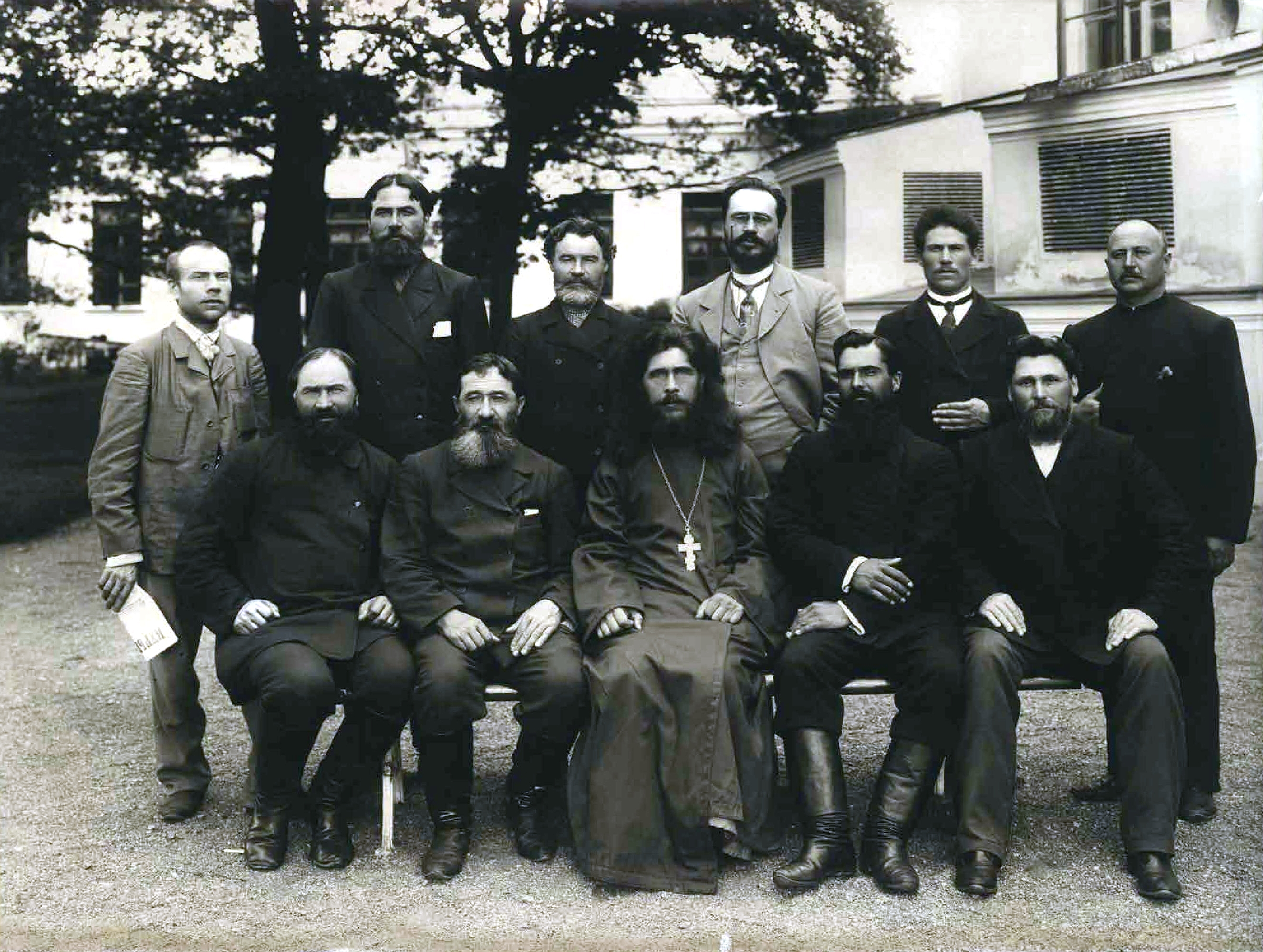
Члены Государственной Думы I созыва от Воронежской губернии. Стоят: Д. Я. Медведев, И. Я. Пушкарский, Е .И. Крамаренко, А. Г. Хрущов, М. М. Торшин, Ф. М. Зиновьев; сидят: Н. Д. Савельев,Ф. А. Кругликов, А. В. Поярков, П. С. Борисов, Я. А. Осадчий

15 апреля 1906 избран в Государственную думу I созыва от общего состава выборщиков Воронежского губернского избирательного собрания. Входил в Конституционно-демократическую фракцию. Член комиссии для разбора корреспонденции и бюджетной комиссии. Подписал законопроект «О гражданском равенстве». Участвовал в прениях по аграрному вопросу.

### После разгона Думы
10 июля 1906 года в г. Выборге подписал «Выборгское воззвание» и осуждён по ст. 129, ч. 1, п. п. 51 и 3 Уголовного Уложения, приговорён к 3 месяцам тюрьмы и лишён права быть избранным.
В январе 1907 по требованию воронежского губернского предводителя дворянства А. И. Алехина Хрущов должен был явиться в Воронеж и объяснить свою роль в составлении Выборгского воззвания. Александр Григорьевич в дворянское собрание не явился и объяснений давать не стал. Дворянское собрание заочно рассмотрело дело о проступке Хрущова и ограничилось вынесением ему предостережения, попытки лишить Хрущова дворянства успехом не увенчались.
В течение 7 лет служил оценщиком Воронежского отделения Крестьянского поземельного банка. В 1913—1915 годах вместе с братом К. Г. Хрущовым занимался организацией и обеспечением работы лечебного санатория «Крюково» для нервных и переутомленных больных, учрежденного Е. Н. Рукавишниковой и располагавшегося недалеко от железнодорожной станции Крюково в Московской губернии.
В феврале 1916 года на VI съезде Конституционно-демократической партии избран в состав её Центрального комитета. В марте 1917 года возглавлял Земгор. 9—12 мая 1917 года VIII съезд кадетской партии подтвердил избрание Хрущова членом ЦК. С 2 (15) марта по 4(17) мая 1917 года А. Г. Хрущов был товарищем министра земледелия и представителем министерства в Главном земельном комитете. С 30 мая 1917 товарищ министра финансов во Временном правительстве. Во время июльского кризиса, с 11 по 24 июля (старого стиля) 1917 года, управляющий министерством финансов Временного правительства. В октябре 1917 г. — представитель Министерства финансов в Главном экономическом комитете. Кандидат в депутаты Учредительного собрания, избран не был.

### В октябре 1917

Александр Григорьевич Хрущов. Фото с 4 зеркалами

25 октября 1917 года после полудня здание Министерства финансов на Мойке, 43 захватил В. Р. Менжинский с отрядом солдат. Он заявил, что Временное правительство низложено, и он как временный комиссар уполномочен заведовать данным министерством. Менжинский занял кабинет министра. Министр финансов Временного правительства М. В. Бернацкий, находившийся в Зимнем дворце, для переговоров с Менжинским прислал своего заместителя А. Г. Хрущова. Хрущов опроверг заявление Менжинского об аресте Временного правительства и предложил служащим распоряжений комиссара не выполнять. Этот момент стал началом открытого противодействия чиновников Минфина попыткам большевистского правительства подчинить себе финансовое ведомство.
П. Н. Малянтович вспоминал, что Зимний дворец оставался доступен до часов до 4, и товарищ министра А. Г. Хрущов приезжал в него дважды. В своём дневнике А. В. Ливеровский сообщает, что А. Г. Хрущов пришёл в Зимний в 5 часов 30 мин с докладом об общении с Менжинским в министерстве финансов. Из этого дневника следует, что Хрущов был последним из официальных лиц, пытавшимся поддержать связь осаждённого Зимнего дворца с внешним миром. В ноябре 1917 после объявления большевиками партии кадетов партией «врагов народа» Хрущов был на 5 месяцев заключён в тюрьму.
В конце 1918 и первой половине 1919 года несколько раз принимал участие в заседаниях «Национального центра», однако формально не состоял его членом. Был арестован по делу «Тактического центра», освобождён под подписку о невыезде, 9 августа 1920 года дело прекращено на основании амнистии «как к лицу, не проявившему особой активности в деятельности указанных контрреволюционных организаций».

### В советское время
С 1922 по 1924 член правления Государственного банка. Один из организаторов денежной реформы. Его подпись в числе других сотрудников Госбанка появляется на банкнотах 3, 5, 10 и 25 червонцев за 1922 год и последующие годы (вплоть до 1926 — банкнот 1 червонец).
В 1924 году занимался проверкой отделений Госбанка Сибири и Дальнего Востока и подготовкой приобретения Китайской железной дороги. Жил в Свердловске, Новосибирске, Иркутске. Последние годы жил на даче в окрестностях Батуми, где занимался разведением эфироносных растений. Получил должность консультанта Треста Лекарственного сырья. Умер 27 декабря 1932 году в Махинджаури.

## Семья

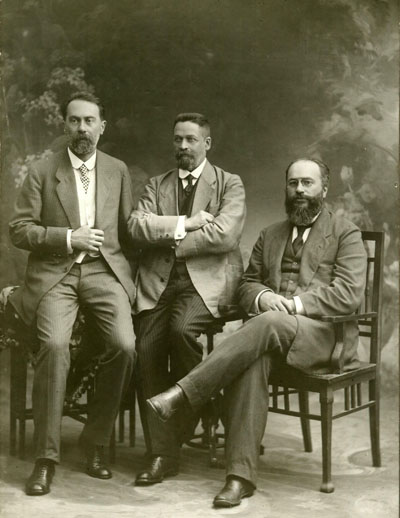
Братья Хрущовы — Константин Григорьевич (слева) и Александр Григорьевич (справа) с Андреем Ивановичем Шингарёвым (в центре)

Дед — Иван Алексеевич, генерал-майор, участник войн с Наполеоном
Брат — Константин Григорьевич (1870—1924), земский врач в Землянском уезде, гинеколог и хирург в московских больницах, декан медицинского факультета Среднеазиатского университета
Племянник — Григорий Константинович (19.2.1897, с. Касторное Нижнедевицкого уезда Воронежской губ. — 22.12.1962, Москва), медик, гистолог, член-корреспондент АН СССР (1953).
Внучатый племянник — Николай Григорьевич (1932—2009) — советский и российский гистолог, цитолог, академик РАН (1990), директор ИБР РАН.
Жена — Лидия Николаевна (урождённая Ровнева), врач, медицинское образование получила в Швейцарии,  сотрудница Политического Красного Креста, приговорена по делу Тактического центра к 3 годам условного тюремного заключения.
Сын — Николай
Внук — Михаил Николаевич

## Сочинения
- Хрущов А. Г. Андрей Иванович Шингарев: его жизнь и деятельность. М.: Комитет по увековечению памяти Шингарева и Кокошкина, 1918.